# Katy B
Kathleen "Katie" Brien, més coneguda com a Katy B (nascuda el 21 de maig de 1989) és una cantautora anglesa graduada a la BRIT School. Les seves composicions es poden catalogar dintre dels gèneres musicals Dubstep, R&B, UK funky, música house i UK Garage. També és coneguda amb el pseudònim de Baby Katy. Va néixer a Peckham, al sur de Londres, Anglaterra. Tenint ofertes de grans discogràfiques, el 2009 signà amb el segell Rinse i llençà el seu primer senzill el 2010. En aquell mateix any es graduà a Goldsmiths, University of London en l'àrea de música popular.

## Àlbums d'estudi
- On a Mission (2011)
- Little Red (2014)